# آب‌انبار کاج
آب‌انبار کاج مربوط به دوره قاجار است و در شهرستان قم، بخش مرکزی، روستای کاج واقع شده است. این اثر در تاریخ ۱۶ شهریور ۱۳۸۳ با شماره ثبت ۱۱۰۷۷ به‌عنوان یکی از آثار ملی ایران به ثبت رسیده است.